# Turó de la Roca Plana
El Turó de la Roca Plana és una muntanya de 335 metres que es troba al municipi de Montcada i Reixac, a la comarca del Vallès Occidental.